# Mory Diaw
Mory Diaw (ur. 22 czerwca 1993 w Poissy) – senegalski piłkarz francuskiego pochodzenia, grający na pozycji bramkarza we francuskim klubie Clermont Foot 63 oraz w reprezentacji Senegalu.

## Kariera klubowa
Swoją karierę piłkarską Diaw rozpoczął w klubie Paris Saint-Germain B. W latach 2011–2015 grał w rezerwach tego klubu. W 2015 roku przeszedł do portugalskiego  drugoligowego CD Mafra. Swój debiut w nim zaliczył 11 października 2015 w przegranym 1:2 domowym meczu ze Sportingiem Covilhã. W sezonie 2015/2016 spadł z nim do trzeciej ligi.
W 2017 roku Diaw przeszedł do bułgarskiego Łokomotiwu Płowdiw. Zadebiutował w nim 26 sierpnia 2017 w zwycięskim 2:1 domowym meczu z Dunawem Ruse. Zawodnikiem Łokomotiwu był przez rok.
Latem 2018 Diaw został zawodnikiem szwajcarskiego czwartoligowego United Zürich. W 2019 roku przeszedł do drugoligowego FC Lausanne-Sport. Swój debiut w nim zanotował 10 lipca 2020 w zwycięskim 2:0 domowym spotkaniu z FC Schaffhausen. Na koniec sezonu 2019/2020 awansował z nim do pierwszej ligi. W Lausanne-Sport grał do lata 2022.
Latem 2022 Diaw został został zawodnikiem pierwszoligowego francuskiego Clermont Foot 63. Swój debiut w nim zaliczył 5 sierpnia 2022 w przegranym 0:5 domowym meczu z Paris Saint-Germain.
| Sezon   | Klub                  | Kraj       | Rozgrywki        | Mecze | Bramki |
| ------- | --------------------- | ---------- | ---------------- | ----- | ------ |
| 2011/12 | Paris Saint-Germain B | Francja    | CFA              | 2     | 0      |
| 2012/13 | Paris Saint-Germain B | Francja    | CFA              | 13    | 0      |
| 2013/14 | Paris Saint-Germain B | Francja    | CFA              | 9     | 0      |
| 2014/15 | Paris Saint-Germain B | Francja    | CFA              | 8     | 0      |
| 2015/16 | CD Mafra              | Portugalia | Segunda Liga     | 17    | 0      |
| 2016/17 | CD Mafra              | Portugalia | Liga 3           | 0     | 0      |
| 2017/18 | Łokomotiw Płowdiw     | Bułgaria   | Pyrwa liga       | 6     | 0      |
| 2018/19 | United Zürich         | Szwajcaria | 1. Liga          | 10    | 1      |
| 2019/20 | FC Lausanne-Sport     | Szwajcaria | Challenge League | 5     | 0      |
| 2020/21 | FC Lausanne-Sport     | Szwajcaria | Super League     | 34    | 0      |
| 2021/22 | FC Lausanne-Sport     | Szwajcaria | Super League     | 27    | 0      |
| 2022/23 | Clermont Foot 63      | Francja    | Ligue 1          | 37    | 0      |

## Kariera reprezentacyjna
W reprezentacji Senegalu Diaw zadebiutował 20 czerwca 2023 w wygranym 4:2 towarzyskim meczu z Brazylią, rozegranym w Lizbonie. W 2024 roku powołano go do kadry na Puchar Narodów Afryki 2023. Nie rozegrał w nim żadnego spotkania.